# جورج دفريوإكس
جورج دفريوإكس (بالفرنسية: Georges Devereux)‏ هو طبيب نفسي أمريكي وفرنسي، ولد في 13 سبتمبر 1908 في لوغوج في رومانيا، وتوفي في 28 مايو 1985 في باريس في فرنسا.